# La Pantera Rosa sfida l'ispettore Clouseau
La Pantera Rosa sfida l'ispettore Clouseau (The Pink Panther Strikes Again) è un film commedia del 1976 diretto da Blake Edwards ed interpretato da Peter Sellers per la serie cinematografica dedicata alla Pantera Rosa.

## Trama
In un ospedale psichiatrico, l'ex ispettore capo Charles Dreyfus è in gran parte guarito dalla follia omicida che lo ha visto tentare ripetutamente di uccidere la sua spina nel fianco, l'ispettore Jacques Clouseau. Sta per essere rilasciato ma Clouseau, che ora è l'ispettore capo ed è arrivato per parlare per conto di Dreyfus, viene a trovarlo e la sua goffaggine e la sua propensione agli incidenti fanno impazzire Dreyfus di nuovo.
Poco dopo, Dreyfus fugge dal manicomio con l'intento di uccidere Clouseau. Il suo primo tentativo consiste nel piazzare una bomba sotto l'appartamento di Clouseau mentre questi duella in modo distruttivo con il suo servitore Cato, che ha l'ordine di tenere Clouseau all'erta attaccandolo casualmente; la bomba distrugge l'appartamento mentre Clouseau resta illeso, perché è stato distratto da un costume gonfiabile e da una telefonata, mentre Cato finisce in ospedale. Usando la sua conoscenza della malavita, Dreyfus libera dalla prigione Anthony Tournier, un rapinatore di banche che Clouseau aveva recentemente arrestato. Altri criminali che odiano Clouseau si radunano sotto la sua bandiera. Il suo prossimo passo è rapire il fisico nucleare Professor Hugo Fassbender e la di lui figlia Margo, costringendo il professore a costruire un'"arma del giorno del giudizio" in cambio della libertà di sua figlia. Poiché Fassbender teme per la vita di sua figlia, accetta.
Clouseau si reca in Inghilterra per indagare sulla scomparsa di Fassbender, con risultati tipicamente caotici, come scoprono dolorosamente il direttore della sezione di Scotland Yard Alec Drummond e il sovrintendente Quinlan. Nel frattempo Dreyfus si fa trasmettere in mondovisione per annunciare il suo ultimatum: o gli verrà consegnato Clouseau, o distruggerà l'umanità. Per convincere e ricattare i leader del mondo, disintegra col raggio della morte il quartier generale delle Nazioni Unite a New York  davanti agli occhi increduli del mondo, incluso il Presidente degli Stati Uniti.
Costrette a prendere sul serio la minaccia di Dreyfus, diverse nazioni inviano assassini all'Oktoberfest in Germania per uccidere Clouseau. Molte nazioni, tuttavia, ordinano ai loro assassini di uccidere altri assassini, se necessario, per ottenere il favore di Dreyfus e possibilmente entrare in possesso dell'arma finale. Tutto ciò, combinato con la tipica maldestria di Clouseau, consente all'ispettore francese di eludere ogni tentativo di assassinio proprio mentre sta per accadere, in modo che gli assassini si uccidano a vicenda. Gli unici sopravvissuti sono un egiziano e un agente segreto dell'Unione Sovietica. L'assassino egiziano, intrufolandosi nella stanza d'albergo di Clouseau, spara a un uomo che crede essere Clouseau (che in realtà è Tournier, che si era incaricato di uccidere Clouseau). L'agente russo, Olga Bariosova, che si è intrufolata anche lei nella stanza di Clouseau, seduce l'egiziano, scambiandolo per Clouseau. La sua sessualità appassionata la convince a non assassinarlo; quando il vero Clouseau fa la sua apparizione, è sorpreso di scoprire una bella donna nel suo letto che lo confonde ulteriormente dichiarando la sua eterna passione per lui e trovando un uomo morto nella sua vasca da bagno. Un tatuaggio su Tournier, combinato con la conoscenza sprezzantemente rivelata di Olga, rivela a Clouseau la posizione di Dreyfus in un castello in Baviera in Germania.
Dreyfus è euforico per l'apparente scomparsa di Clouseau, ma la sua gioia è inacidita da un brutto e repentino mal di denti. Clouseau, che è arrivato nel villaggio vicino al castello e ha tentato senza successo di entrarvi, ostacolato ogni volta da un ponte levatoio che sembra beffarlo, alla fine riesce ad infiltrarsi nel nascondiglio di Dreyfus travestito da dentista: intossica Dreyfus con protossido di azoto e gli strappa uno dei denti sani. Rendendosi conto dell'inganno e ridendo istericamente, Dreyfus ordina di uccidere Clouseau, ma questi scappa.
Infuriato, Dreyfus intende vendicarsi del mondo distruggendo l'Inghilterra; mentre si prepara a questo, Clouseau, che è stato gettato nel cortile del castello, viene letteralmente catapultato sulla macchina del giorno del giudizio di Dreyfus. Il peso di Clouseau reindirizza il disintegratore in modo che il raggio colpisca Dreyfus (facendo scomparire i suoi piedi) e il castello stesso. Mentre gli scagnozzi di Dreyfus, Fassbender, e sua figlia, e alla fine lo stesso Clouseau scappano dal castello in dissoluzione (Clouseau è quasi ostacolato dal ponte levatoio), lo stesso Dreyfus suona Tiptoe Through the Tulips sull'organo a canne del castello, ridendo follemente e gradualmente disintegrandosi. Il castello poi scompare del tutto, portando con sé Dreyfus e distruggendolo una volta per tutte (o almeno così sembra).
Tornato a Parigi, Clouseau si riunisce con Olga, che ha dato la serata libera a Cato e intende completare la sua seduzione di Clouseau. Questa è interrotta prima dall'apparente incapacità di Clouseau di togliersi i vestiti senza lottare, e poi da Cato, che sceglie questa volta di seguire ancora una volta i suoi ordini e attaccare Clouseau e Olga. La conseguente lotta termina quando tutti e tre vengono scagliati nella Senna da un letto reclinabile.

## Produzione
La Pantera Rosa sfida l'ispettore Clouseau fu messo in produzione d'urgenza grazie al successo di La Pantera Rosa colpisce ancora. Blake Edwards aveva già adattato una delle due sceneggiature che lui e Frank Waldman avevano scritto per il progetto di una serie televisiva della "Pantera Rosa", e quindi adattò la seconda per il canovaccio del nuovo film. Come risultato, fu l'unico capitolo della serie de La Pantera Rosa ad avere una trama (Dreyfus al manicomio) che segue esplicitamente quella del film precedente. Stranamente, la trama non ha nulla a che fare con il famoso "diamante Pantera Rosa" dei film precedenti, ma sembra più una parodia dei film di James Bond.
La lavorazione del film ebbe luogo tra il dicembre 1975 e il settembre 1976, con le riprese principali che si svolsero tra febbraio e giugno 1976. Il rapporto teso tra Sellers e Blake Edwards si deteriorò ulteriormente durante la produzione di La Pantera Rosa sfida l'ispettore Clouseau. Sellers era malato sia mentalmente che fisicamente; Edwards in seguito commentò lo stato mentale dell'attore durante la produzione del film: «Se sei andato in un manicomio e hai descritto il primo malato che hai visto, ecco cosa era diventato Peter. Era certificabile».
Il montaggio originale del film durava circa 180 minuti, ma fu drasticamente ridotto a 103 minuti per la versione presentata nelle sale. Edwards aveva originariamente concepito il film come un inseguimento epico e buffo, simile al precedente La grande corsa, ma la United Artists pose il veto a questa versione lunga e il film venne ridotto a una lunghezza più convenzionale. Alcune delle scene tagliate furono successivamente utilizzate in Sulle orme della Pantera Rosa. Come il predecessore e il successivo sequel, il film fu un successo al botteghino.
Richard Williams supervisionò le sequenze animate dei titoli di testa e coda per la seconda ed ultima volta; gli animatori originali della serie, lo studio DePatie-Freleng Enterprises, sarebbero tornati nel film successivo.
Sellers era insoddisfatto del montaggio finale del film e criticò pubblicamente Blake Edwards per avere sminuito il suo talento.
Nel 1977 René Goscinny, creatore di Asterix, cercò di fare causa a Blake Edwards per plagio, dopo aver notato forti somiglianze tra la trama di La Pantera Rosa sfida l'ispettore Clouseau e un copione intitolato Le Maître du Monde che lui aveva spedito a Peter Sellers nel 1975.
A causa delle precarie condizioni di salute di Peter Sellers, ove possibile, l'attore venne spesso sostituito dalla sua controfigura Joe Dunne nelle gag più fisiche della commedia.
Le scene con Harvey Korman nel ruolo di Auguste Palles e Marne Maitland come vice commissario Lasorde furono tagliate dal film ma recuperate in seguito in Sulle orme della Pantera Rosa (1982). Graham Stark, amico di lunga data di Sellers, avrebbe assunto i panni di Palles nel film successivo, La vendetta della Pantera Rosa (1978).
Omar Sharif prese parte al film, non accreditato, nel ruolo di un assassino egiziano.

## Distribuzione
Nella distribuzione italiana è stato scelto di assegnare al film il titolo La Pantera Rosa sfida l'ispettore Clouseau, poiché la traduzione letterale del titolo originale The Pink Panther Strikes Again, "La Pantera Rosa colpisce ancora", era già stato assegnato al precedente film della serie: The Return of the Pink Panther.